# Taça da Liga 2021-2022
La Taça da Liga 2021-2022, conosciuta anche come Allianz Cup 2021-2022 per ragioni di sponsorizzazione, è stata la 15ª edizione del torneo, iniziata il 23 luglio 2021 e terminata il 29 gennaio 2022. Lo Sporting Lisbona, già campione in carica, si è aggiudicato il trofeo per la quarta volta.

## Formula
Per questa stagione è stato ripreso il format classico della competizione che prevede la partecipazione di 34 squadre, 18 provenienti dalla Primeira Liga e 16 dalla LigaPro (le seconde squadre non sono ammesse). Tutte le squadre entrano al primo turno, ad eccezione delle squadre partecipanti alle competizioni europee: Paços Ferreira e Santa Clara sono ammesse al secondo turno, mentre Sporting Lisbona, Porto, Benfica e Braga sono ammesse direttamente alla fase a gironi. La fase a gironi prevede 4 gironi di tre squadre ciascuno: le prime classificate di ciascun girone si qualificano per le semifinali.

## Primo turno
Il sorteggio per il primo e secondo turno è stato effettuato il 12 luglio 2021.
| 23 luglio 2021     |                 |                |
| Portimonense       | 2 – 1           | Académica      |
| 24 luglio 2021     |                 |                |
| Tondela            | 0 – 1           | Gil Vicente    |
| Estrela Amadora    | 2 – 1           | Vizela         |
| Mafra              | 1 – 0           | Belenenses SAD |
| Académico de Viseu | 1 – 4           | Casa Pia       |
| Feirense           | 0 – 1           | Famalicão      |
| Trofense           | 0 – 3           | Covilhã        |
| Chaves             | 1 – 2           | Farense        |
| 25 luglio 2021     |                 |                |
| Penafiel           | 1 – 1 (4-3 dtr) | Moreirense     |
| Varzim             | 1 – 1 (3-4 dtr) | Rio Ave        |
| Vilafranquense     | 0 – 3           | Arouca         |
| Marítimo           | 0 – 1           | Boavista       |
| Nacional           | 1 – 2           | Estoril Praia  |
| 26 luglio 2021     |                 |                |
| Vitória Guimarães  | 4 – 1           | Leixões        |

## Secondo turno
| 30 luglio 2021  |                 |                   |
| Paços Ferreira  | 1 – 1 (4-3 dtr) | Gil Vicente       |
| 1º agosto 2021  |                 |                   |
| Estrela Amadora | 0 – 1           | Penafiel          |
| Famalicão       | 1 – 0           | Estoril Praia     |
| Farense         | 0 – 0 (0-3 dtr) | Santa Clara       |
| Arouca          | 0 – 1           | Rio Ave           |
| Covilhã         | 3 – 1           | Mafra             |
| Casa Pia        | 0 – 1           | Vitória Guimarães |
| Boavista        | 2 – 0           | Portimonense      |

## Fase a gironi
Il sorteggio per i gironi e le final four è stato effettuato il 2 settembre 2021.

### Girone A
| Squadra           | P.ti | G | V | P | S | RF | RS | DR |
| ----------------- | ---- | - | - | - | - | -- | -- | -- |
| Benfica           | 4    | 2 | 1 | 1 | 0 | 6  | 3  | +3 |
| Vitória Guimarães | 4    | 2 | 1 | 1 | 0 | 5  | 3  | +2 |
| Covilhã           | 0    | 2 | 0 | 0 | 2 | 0  | 5  | -5 |

|                   | Ben   | Cov   | Vit   |
| Benfica           |       | 3 – 0 |       |
| Covilhã           |       |       | 0 – 2 |
| Vitória Guimarães | 3 – 3 |       |       |

### Girone B
| Squadra          | P.ti | G | V | P | S | RF | RS | DR |
| ---------------- | ---- | - | - | - | - | -- | -- | -- |
| Sporting Lisbona | 6    | 2 | 2 | 0 | 0 | 3  | 1  | +2 |
| Famalicão        | 3    | 2 | 1 | 0 | 1 | 6  | 2  | +4 |
| Penafiel         | 0    | 2 | 0 | 0 | 2 | 0  | 6  | -6 |

|                  | Fam   | Pen   | Spo   |
| Famalicão        |       | 5 – 0 |       |
| Penafiel         |       |       | 0 – 1 |
| Sporting Lisbona | 2 – 1 |       |       |

### Girone C
| Squadra        | P.ti | G | V | P | S | RF | RS | DR |
| -------------- | ---- | - | - | - | - | -- | -- | -- |
| Boavista       | 6    | 2 | 2 | 0 | 0 | 7  | 2  | +5 |
| Paços Ferreira | 1    | 2 | 0 | 1 | 1 | 1  | 2  | -1 |
| Braga          | 1    | 2 | 0 | 1 | 1 | 1  | 5  | -4 |

|                | Boa   | Bra   | PFe   |
| Boavista       |       | 5 – 1 |       |
| Braga          |       |       | 0 – 0 |
| Paços Ferreira | 1 – 2 |       |       |

### Girone D
| Squadra     | P.ti | G | V | P | S | RF | RS | DR |
| ----------- | ---- | - | - | - | - | -- | -- | -- |
| Santa Clara | 4    | 2 | 1 | 1 | 0 | 5  | 3  | +2 |
| Porto       | 3    | 2 | 1 | 0 | 1 | 2  | 3  | -1 |
| Rio Ave     | 1    | 2 | 0 | 1 | 1 | 2  | 3  | -1 |

|             | Por   | Rio   | San   |
| Porto       |       | 1 – 0 |       |
| Rio Ave     |       |       | 2 – 2 |
| Santa Clara | 3 – 1 |       |       |

## Final four

### Semifinali
| 25 gennaio 2022  |                 |             |
| Benfica          | 1 – 1 (3-2 dtr) | Boavista    |
| 26 gennaio 2022  |                 |             |
| Sporting Lisbona | 2 – 1           | Santa Clara |

### Finale
| Arbitro: | Mota (Braga) |

|             |           |                           |
| Everton 23’ | Marcatori | 49’ G. Inácio 78’ Sarabia |